# Campagne (Landes)
Campagne é uma comuna francesa na região administrativa da Nova Aquitânia, no departamento de Landes. Estende-se por uma área de 33,91 km². Em 2010 a comuna tinha 1 012 habitantes (densidade: 29,8 hab./km²).